# Maple Grove (Míchigan)
Maple Grove es un lugar designado por el censo ubicado en el condado de Benzie en el estado estadounidense de Míchigan. En el Censo de 2010 tenía una población de 132 habitantes y una densidad poblacional de 146,45 personas por km².

## Geografía
Maple Grove se encuentra ubicado en las coordenadas 44°42′33″N 85°51′14″O / 44.70917, -85.85389. Según la Oficina del Censo de los Estados Unidos, Maple Grove tiene una superficie total de 0.9 km², de la cual 0.9 km² corresponden a tierra firme y (0%) 0 km² es agua.

## Demografía
Según el censo de 2010, había 132 personas residiendo en Maple Grove. La densidad de población era de 146,45 hab./km². De los 132 habitantes, Maple Grove estaba compuesto por el 100% blancos, el 0% eran afroamericanos, el 0% eran amerindios, el 0% eran asiáticos, el 0% eran isleños del Pacífico, el 0% eran de otras razas y el 0% pertenecían a dos o más razas. Del total de la población el 2.27% eran hispanos o latinos de cualquier raza.